# USS O'Brien (DD-415)
Pour les autres navires du même nom, voir USS O'Brien.
L'USS O'Brien (DD-415) est un destroyer de la classe Sims en service dans l'US Navy pendant la Seconde Guerre mondiale. Il est le troisième navire baptisé sous le nom de Jeremiah O'Brien, un capitaine de la révolution américaine.
Comme ses sisters-ships Walke, Lansdale et Madison, sa quille est posée le 31 mai 1938 au chantier Navy Yard à Boston, dans le Massachusetts. Il est lancé le 20 octobre 1939 ; parrainé par Mme Josephine O'Brien Campbell, arrière-arrière-arrière-petite-fille de Gideon O'Brien, et mis en service le 2 mars 1940 sous le commandement du lieutenant commander Carl F. Espe.

## Historique
Après une mise en cale sèche et des réparations au cours de l'automne 1941, l'O'Brien quitte Norfolk le 15 janvier 1942 en compagnie du cuirassé Idaho et du destroyer Mustin, avant de prendre la direction de l'océan Pacifique via le canal de Panama. Il appareille de San Francisco à la fin du mois de janvier pour Pearl Harbor où il rejoint la Pacific Fleet. En mars et avril, il effectue de nombreuses patrouilles et escortes de convois avant de rejoindre Samoa pendant plus d'un mois de service dans le Pacifique Sud. Le destroyer débute ensuite ses opérations en soutien à la campagne de Guadalcanal, dans le sud des îles Salomon, à la mi-août 1942.

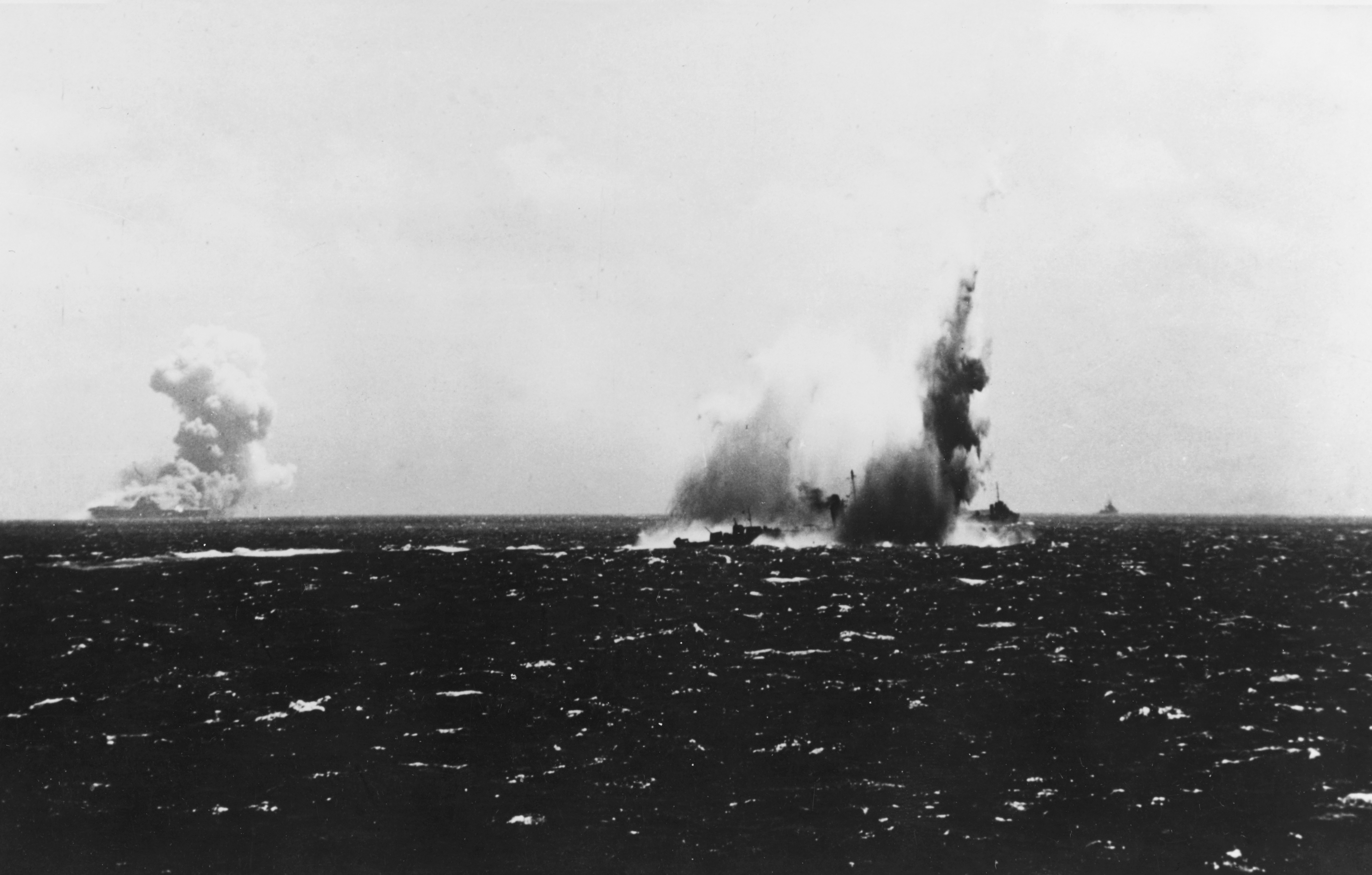
Torpillage de l'O'Brien par l'I-19 le 15 septembre 1942. En arrière-plan, l', attaqué peu avant par celui-ci, est en flamme.

Le 15 septembre 1942, alors qu’il faisait partie d’une force opérationnelle au nord-ouest d'Espiritu Santo, l'O'Brien est touché par une torpille tirée du sous-marin japonais I-19, quelques minutes seulement après avoir touché le porte-avions Wasp.
Les dégâts semblant modestes, le choc de l’explosion avait fortement affaissé la légère coque du navire, affaiblissant considérablement sa structure à son milieu. Il rejoint Espiritu Santo par ses propres moyens le jour suivant, assisté par l'USS Curtiss qui procédait à des réparations temporaires. L'O'Brien reprend la mer le 21 septembre à destination de Nouméa, en Nouvelle-Calédonie, en vue d'être réparé par l'USS Argonne. Le 10 octobre, il part en direction de San Francisco pour des réparations permanentes au cours duquel il fait escale à Suva, dans les îles Fidji, du 13 au 16 octobre 1942. Trois jours plus tard, durant son transit vers les États-Unis, sa coque se brise en deux et sombre à quelque 50 milles marins au nord-nord-ouest de Tutuila (Samoa), à la position 13° 30′ S, 171° 18′ O.
La totalité des membres d'équipage sont parvenus à quitter le navire avant son naufrage.

## Décorations
L'USS O'Brien a reçu un Battle star pour son service pendant la Seconde Guerre mondiale.